# Гагу Коутінью
Га́гу Коуті́нью (порт. Gago Coutinho; повне ім'я: Карлуш В'єгаш Гагу Коутінью порт. Carlos Viegas Gago Coutinho, вимова: [ˈkaɾluʒ ˈvjeɣɐʒ ˈɣaɣu kowˈtĩɲu], Карлуж В'єгаж Гагу Ковтіню; *17 лютого 1869 — †18 лютого 1959) — португальський географ, картограф, військово-морський офіцер, історик і льотчик. Піонери авіації Гагу Коутінью та Сакадура Кабрал першими здійснили переліт через Південну Атлантику з березня по червень 1922 року з Лісабона (Португалія) до Ріо-де-Жанейро (Бразилія).

## З життєпису
Народився в Белені, Лісабон, у скромній родині, син Жозе В'єгаша Гагу Коутінью (порт. José Viegas Gago Coutinho) та його двоюрідної сестри Фортунати Марії Коутінью (порт. Fortunata Maria Coutinho).
Закінчив середню школу в 1885 році і вступив до Політехнічного училища, де навчався один рік, проходячи підготовку до вступу у Військово-морську школу, в Алфейте, Алмада, у 1886 році.
Вступив до ВМС у 1886 році як аспірант. Рухався кар'єрними сходами у морській гвардії, дослужившись до звання віце-адмірала (1922), а в 1958 році й військово-морського адмірала.
Протягом перших років служби у військово-морських силах здійснив декілька подорожей, зокрема першою була на корветі Afonso de Albuquerque, з 7 грудня 1888 р. до 16 січня 1891 р., — плавав, зокрема до Мозамбіку як член Військово-морської дивізії Східної Африки. У наступні роки плавав ще, до 31 березня 1898 року, коли здійснив свою першу поїздку не по морю, відправившись у складі комісії як географ на Португальський Тимор. Відтоді діяв як картограф. Так, від 27 липня 1898 до 19 квітня 1899 року брав участь у польових роботах, працюючи з розмежування кордонів та обстеження географічної карти цієї найбільш віддаленої португальської колонії.
Після повернення до Португалії від 5 вересня 1900 до 28 лютого 1901 року він був призначений на роботу з розмежування кордонів території Ньяси в Мозамбіку. Потім переїхав до Анголи, де до кінця 1901 року також брав участь у розмежуванні кордонів. Далі повернувся до Мозамбіку, працюючи над розмежуванням кордонів у районі Тете у період між 27 лютого 1904 та 18 грудня 1905 року.
У травні 1907 року Гагу Коутінью був призначений керівником Геодезичної місії Східної Африки, і цю посаду він обіймав до початку 1911 року. Саме під час виконання цих обов'язків познайомився з піонером португальської авіації Сакадурою Кабралом, який став його близьким другом і кимось на кшталт наставника для майбутніх авіаційних проектів.
Після цього Гагу Коутінью очолив португальську місію, яка розмежовувала кордони Анголи в Баротсе, що була сформована у 1912 році. Через рік після повернення до Португалії він був призначений керівником Геодезичної місії Сан-Томе та Принсіпі в 1915 році, якою він керував до середини 1919 року.
У 1917 році Гагу Коутінью та Сакадура Кабрал здійснили разом перші польоти. У 1919 році, заохочений товаришем, він почав працювати над вдосконаленням методів аеронавігації. Вони реалізували кілька спільних рейсів задля вивчення цих методів, найважливішим з яких був перший рейс з Лісабона до Фуншала на Мадейрі. Вже тоді, у 1919 році Сакадура Кабрал запланував проект першої повітряної переправи через Південну Атлантику, який мав відбутися в 1922 році, річницю сторіччя незалежності Бразилії.

## Перший переліт через Південну Атлантику

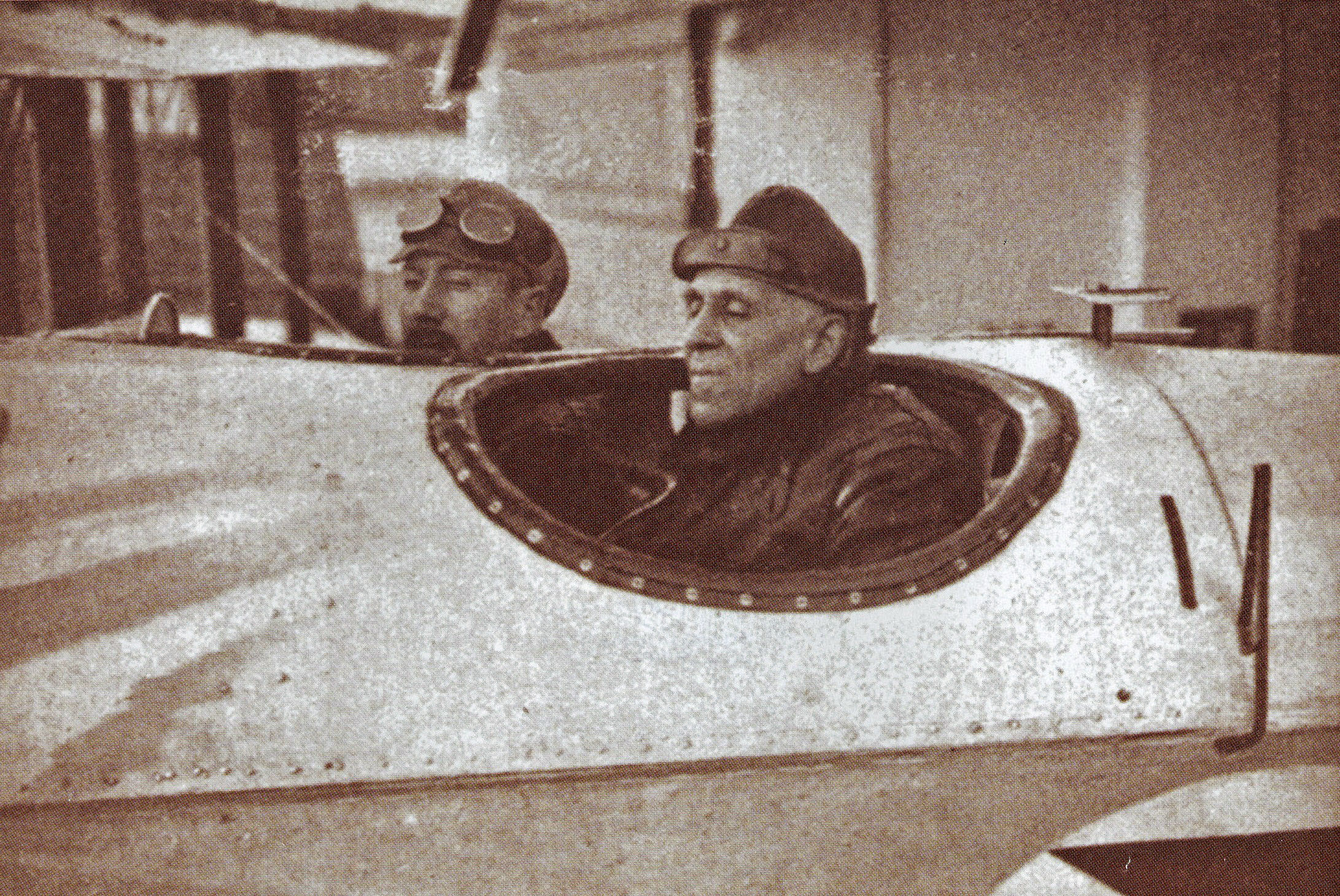
Гагу Коутінью (справа) та Сакадура Кабрал (ліворуч) на борту Лузитанії.

Гідроплан Fairey IIIB, названий Lusitânia, який використовували Гагу Коутінью та Сакадура Кабрал для свого трансатлантичного польоту, не мав достатньої кількості палива, щоб здійснити переліт без сторонньої допомоги, тому по дорозі було зроблено ряд необхідних зупинок, більше того авіаторів супроводжувало допоміжне судно República. Під час подорожі вниз узбережжям Бразилії сильний штормовий дощ призвів до виходу з ладу двигуна літака, й авіатори змушені були зануритись в океан. Зрозумівши, що щось не так, República розіслала сигнал лиха, запросивши інші кораблі в цьому районі шукати гідравлічний літак. За деякий час британське вантажне судно знайшло льотчиків у воді. Корабель Paris City під командуванням капітана А. Е. Тамліна (A.E. Tamlyn), прямуючи з Кардіффа до Ріо, врятував Коутінью та Кабрала. Відтак, свою подорож вони завершили на новому літаку. Пам'ятну картину порятунку зробив португальський художник та карикатурист Жозе Стюарт Карваляйш .

## Винаходи
Гагу Коутінью винайшов тип секстанта, включивши дві спиртові графи, щоб забезпечити штучний горизонт. Ця адаптація традиційного морського секстанта дозволила навігацію без візуалізації реального горизонту. Він також винайшов оптичний пілотажний прилад, який встановлювався на підлозі кабіни літака для вимірювання вільного часу в польоті, коли земля залишається видимою.

## Історична праця
Гагу Коутінью також зробив внесок у документування морської історії португальських відкриттів після 1924 року. Пізніше його величезна праця була надрукована у двох томах: A Nautica dos Descobrimentos («Морські відкриття») (1951—1952).

## Галерея

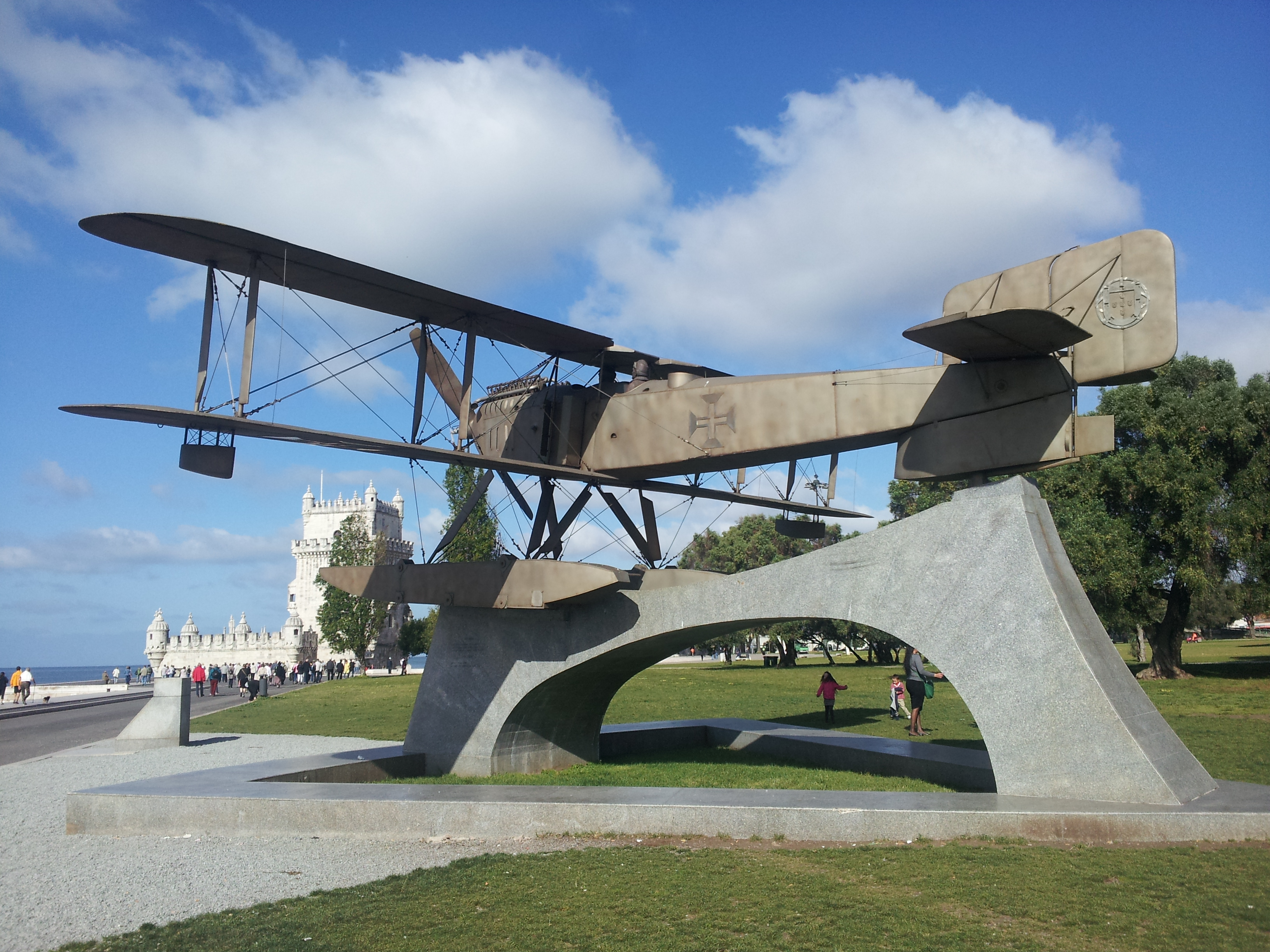
Лісабонський пам'ятник польоту
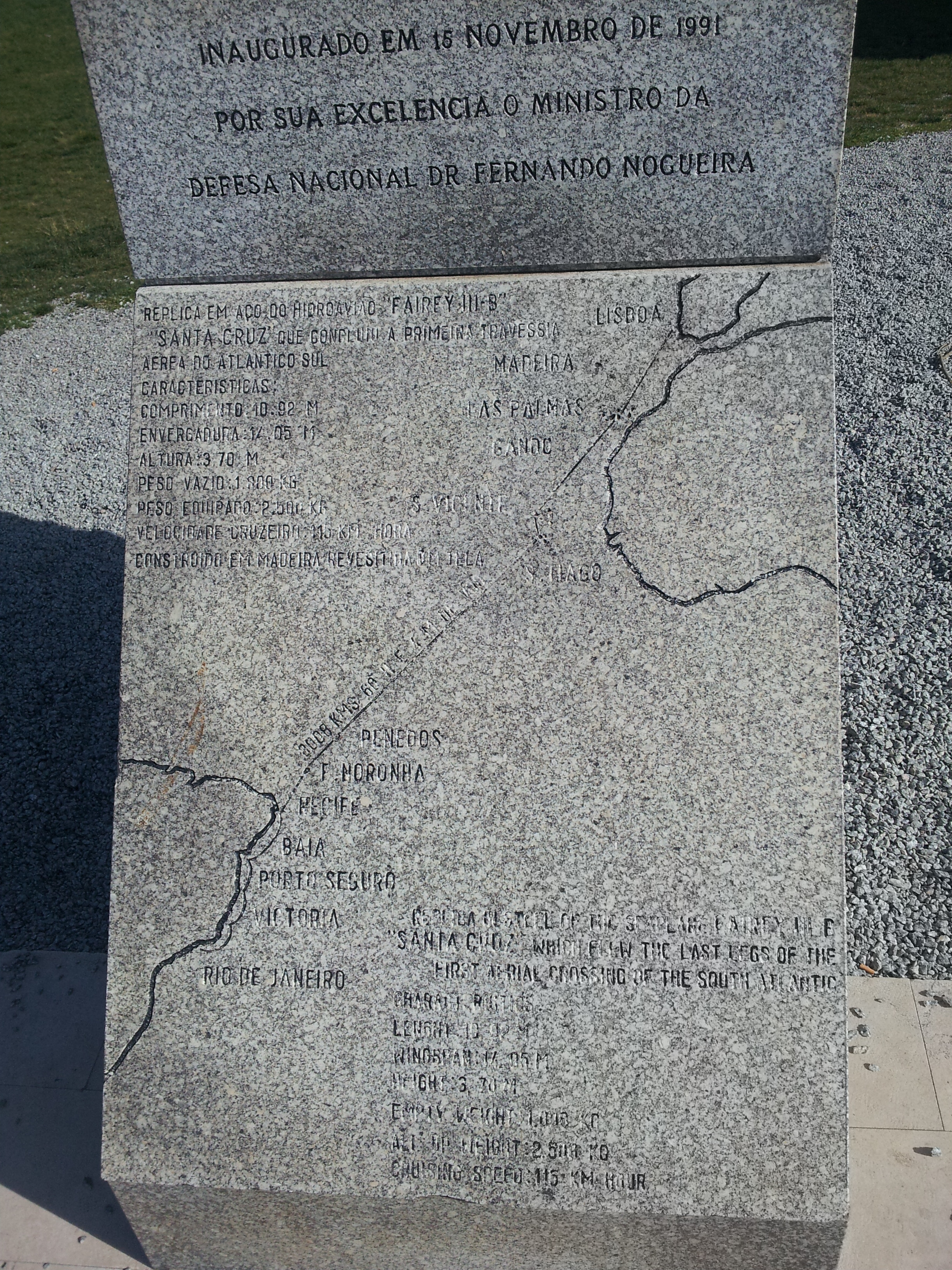
Дошка з маршрутом польоту на лісабонському пам'ятнику
Маршрут першого польоту через Південну Атлантику
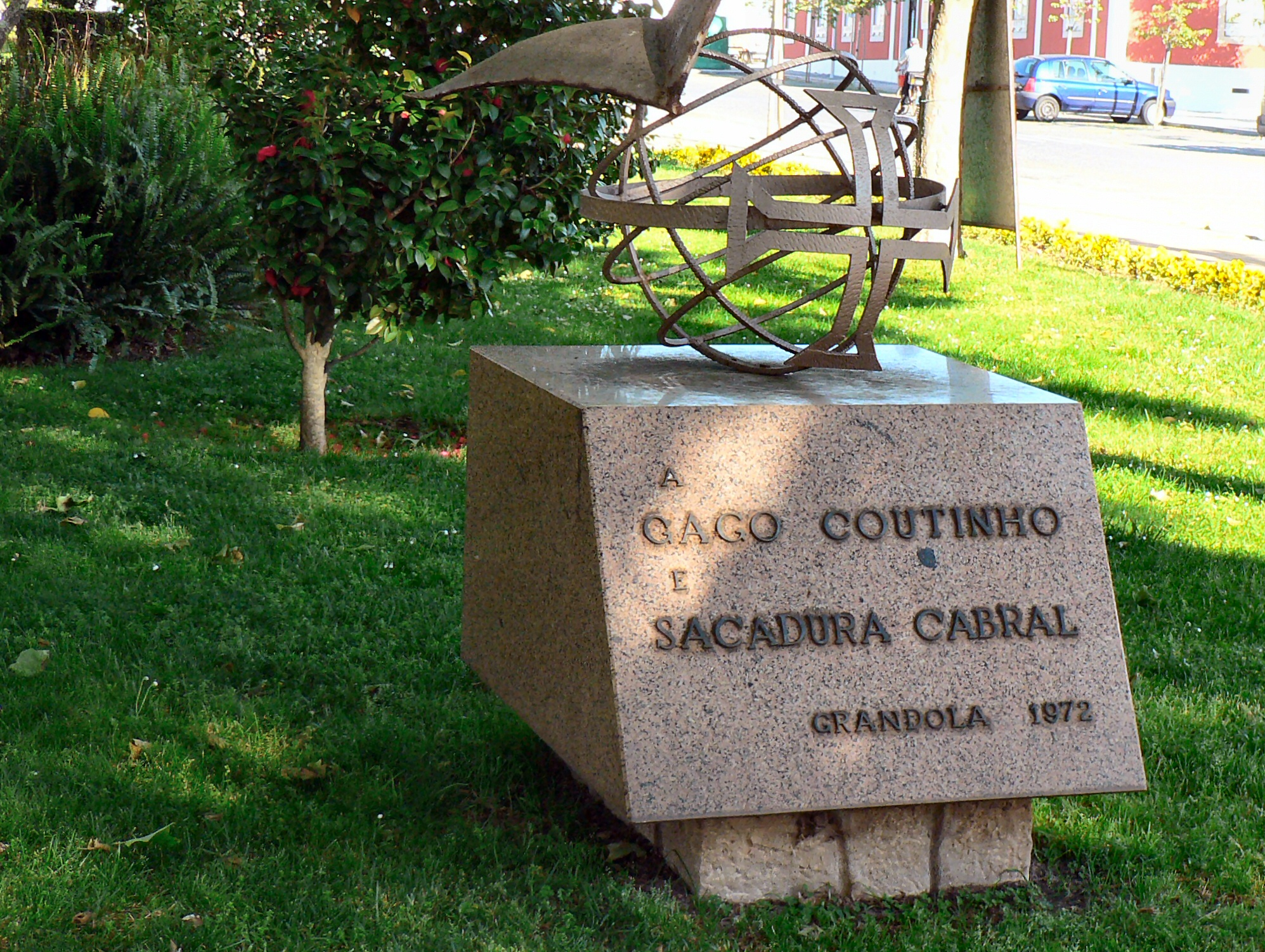
Пам'ятник Сакадурі Кабралу та Гагу Коутінью в Грандолі (Португалія)